# Metepeira revillagigedo
Espèce
Metepeira revillagigedo est une espèce d'araignées aranéomorphes de la famille des Araneidae.

## Distribution
Cette espèce est endémique des îles Revillagigedo dans l'État de Colima au Mexique,. Elle se rencontre sur l'île Socorro.  

## Description
La femelle holotype mesure 7,5 mm et le mâle paratype 3,2 mm.

## Étymologie
Son nom d'espèce lui a été donné en référence au lieu de sa découverte, les îles Revillagigedo.

## Publication originale
- Piel, 2001 : The systematics of Neotropical orb-weaving spiders in the genus Metepeira (Araneae: Araneidae). Bulletin of the Museum of Comparative Zoology, vol. 157, p. 1-92 (texte intégral).